# سلطنة دارفور
سلطنة دارفور، كانت دولة ما قبل الاستعمار واقعة في ما يعرف اليوم بجمهورية السودان. يمتد تاريخها على فترتين: الأولى من عام 1603 إلى 24 أكتوبر 1874، عندما استسلمت لأمير الحرب السوداني رابح بن الزبير، والثانية من عام 1898 إلى 1916، عندما خضعت للاحتلال البريطاني والمصري وأصبحت جزءًا من السودان الإنجليزي المصري. في ذروتها في أواخر القرن الثامن عشر وأوائل القرن التاسع عشر، امتدت سلطنة دارفور من الأطراف الغربية لدارفور إلى كردفان والضفاف الغربية للنيل الأبيض في الشرق، لتشمل مساحة شاسعة من الأراضي تعادل المساحة الحالية لنيجيريا.
أول من حكم السلطنة هو السلطان سليمان سولونق أما آخر حكامها فهو السلطان علي دينار.

## تاريخ

خريطة سلطنة دارفور (1914-1916).

تتألف دارفور في معظمها من سهول شبه قاحلة وفقيرة السكان، عدى منطقة وحول جبل مرة الجبلية، التي كانت قواعد لمجموعات توسعت للسيطرة على المنطقة. كان الناس داجو والمهاجرين القرن ال14 في التنجر أقرب القوى في دارفور وفقا لسجلات مكتوبة. وقد يسرت انتقال السلطة من داجو إلى التنجر من خلال الزواج.

## الإسلام والازدهار في دارفور
أدخل «التنجر» الإسلام إلى دارفور عبر تجربتهم في الإمبراطوريات الإسلامية في إمبراطورية كانم وسلطنة وداي، حفيد سليمان، أحمد بكر (و.1682-1722)، جعل الإسلام دين الدولة، وازدهرت البلاد من خلال تشجيع الهجرة من إمبراطورية برنو ومملكة باغيرمي. حكمه امتد شرق نهر النيل إلى ضفاف عطبرة.

## الحرب الأهلية (1722-1786)
بعد وفات أحمد بكر بدأ صراع الذي طال أمده بشأن الخلافة، وعلى فراش الموت، ذكر «بكر» أن كل ولد له يجب أن يحكم بالدور، وأراد كل ابن من أبنائه أن يحكم ابنائه بعده، مما أدى إلى حرب أهلية متقطعة استمرت حتى 6/1785 م (1200 هـ) ونظرا لهذه الانقسامات الداخلية.

## الحكم العثماني
في عام 1856، بدأ رجال الأعمال في الخرطوم الزبير رحمة، العمل في أرض جنوب دارفور، وأقام شبكة لمراكز تجارية يدافع عنها قوات مسلحة تسليحا جيدا، والذي سيقيم دولة تحت حكمة قريباً، هذه المنطقة التي تعرف باسم إقليم بحر الغزال طالما كانت مصدر البضاعة التي تصدر دارفور منها إلى مصر وشمال أفريقيا، وخاصة العبيد و«العاج».

## الاستعمار
قتل البريطانيون علي دينار عام 1916، عندما قدم دعمه للدولة العثمانية خلال الحرب العالمية الأولى، ثم مرت السلطنة إلى «السودان الإنجليزي المصري».